# Neolissochilus thienemanni
Neolissochilus thienemanni é uma espécie de peixe actinopterígeo da família Cyprinidae.
Apenas pode ser encontrada na Indonésia.